# Antoni Rostek
Antoni Rostek (ur. 18 stycznia 1887 w Wojnowicach zm. 5 grudnia 1959 w Katowicach) – polski działacz narodowy, powstaniec śląski, adwokat i rejent, poseł na Sejm RP.
Syn Stefana i Weroniki z domu Kotula. Jego bratem był Adam (1891-1937) - późniejszy dyrektor Banku Ludowego w Gdańsku i burmistrz Żor. Od 3 roku życia został usynowiony i wychowywał się w domu swego stryja lekarza Józefa Rostka znanego na Raciborszczyźnie działacza narodowego. Poznał wówczas całe grono działaczy – współpracowników stryja. Ukończył gimnazjum w Raciborzu (1907) a następnie studiował prawo na uniwersytetach w Berlinie i Halle, gdzie uzyskał dyplom. Po zdaniu egzaminu w Naumburgu od 1910 był referendarzem w Krapkowicach, gdzie związał się z księdzem Pawłem Pośpiechem. Podczas I wojny światowej służył w armii niemieckiej. Uzyskał tytuł doktora praw na uniwersytecie w Berlinie (1918). Następnie prowadził praktykę adwokacką w Raciborzu. Od grudnia 1918 r. był członkiem raciborskiej Powiatowej Rady Ludowej. Od lutego 1919 należał do Polskiej Organizacji Wojskowej Górnego Śląska w Raciborzu. Po wyborach komunalnych w listopadzie 1919 był przewodniczącym frakcji polskiej w radzie miejskiej Raciborza. Prezes Górnośląskiej Partii Ludowej (Oberschlesische Volkspartei) w Raciborzu. Po I powstaniu śląskim jako adwokat bronił polskich działaczy i powstańców więzionych (ok. 500 osób) w Raciborzu, za co był atakowany przez niemieckie bojówki. Od jesieni 1920 w miejsce chorego Romana Strzody był przewodniczącym Polskiego Komisariatu Plebiscytowego na powiat raciborski. Po wybuchu III powstania śląskiego uszedł z Raciborza. Od maja 1921 służył w Naczelnej Komendzie Wojsk Powstańczych, wydając „Oberschlesischer Wegweiser”, był także szefem wydziału prawnego. 
Po podziale Śląska, przeniósł do Katowic, gdzie był do 1934 adwokatem, a następnie notariuszem. W 1926 r. wybrany do Rady Miejskiej w Katowicach z listy Polskiego Zjednoczenia Pracy Zawodowej i Społecznej. Członek Kolegium Magistratu Miasta Katowic (1927-1930). W 1938 został wybrany posłem na Sejm V kadencji z ramienia Obozu Zjednoczenia Narodowego w okręgu nr 88 Katowice-Miasto. Był członkiem wielu polskich organizacji społecznych i zawodowych, m.in.  Związku Powstańców Śląskich Yacht Clubu Śląskiego, Towarzystwa Przyjaciół Nauk na Śląsku. W latach 1926-1939 był prezesem oddziału w Katowicach i członkiem Rady Naczelnej Ligi Morskiej i Kolonialnej. Członek Naczelnej Rady Adwokackiej a następnie wiceprezes Śląskiej Izby Notarialnej. Był także podharcmistrzem i działaczem Związku Harcerstwa Polskiego.  
W okresie okupacji hitlerowskiej ukrywał się na wsi pod Krakowem. Po 1945 wrócił do zawodu notariusza i prowadził kancelarię w Katowicach. Był członkiem zarządu Zrzeszenia Prawników Demokratów, współpracował z Instytutem Śląskim, a następnie Śląskim Instytutem Naukowym w Katowicach. Pochowany w grobowcu rodzinnym na cmentarzu katolickim przy ul. Francuskiej w Katowicach. 
Opublikował swoje wspomnienia w tomie „Pamiętniki powstańców śląskich”, t. 1, pod red. Wilhelma Szewczyka, Katowice 1957. Zostały one przedrukowane w zbiorze "Wspomnienia powstańców śląskich z 1921 roku" oprac. Józefa Fica, Opole 2021.

## Odznaczony
Krzyż Niepodległości (1937)